# الفارس والأميرة (فلم)
الفارس و الأميرة فيلم رسوم متحركة، مغامرة مصري من إنتاج سنة 2019 . الفيلم من إخراج بشير الديك،إبراهيم موسى، وتأليف بشير الديك، وإنتاج السحر للرسوم المتحركة، أصوات الشخصيات الرئيسية: دنيا سمير غانم، مدحت صالح، محمد هنيدي، ماجد الكدواني، عبلة كامل، عبد الرحمن أبو زهرة.

## ملخص الفيلم
يقدم الفيلم قصة الفارس العربي محمد بن القاسم الثقفي الذي حرر العديد من النساء والأطفال من أسر قراصنة المحيط الهندي، كما يدخل في حرب ضروس ضد الملك داهر الذي كان يتقاسم الغنائم مع القراصنة، وذلك بمساعدة صديقه زياد ومعلمه أبو الأسود.

## الإنتاج
يعد فيلم «الفارس والأميرة» أول فيلم رسوم متحركة مصري، تم العمل عليه منذ سنوات طويلة، وواجه صعوبات إنتاجية كثيرة لتكلفته المرتفعة، بحسب تصريح منتج الفيلم عباس بن العباس، الذي أكد إن صناعة الفيلم شكل تحديًا، كوننا عملنا بطاقم مصري خالص، ورغم أنّ المشروع الذي انطلق منذ 20 عامًا واجهته بعض العثرات الإنتاجية في أوقات معينة، إلا أنّ حماسنا لم يفتر، وصممنا على تنفيذه لنؤكد وجود إمكانية واقعية لصناعة فيلم تحريك مصري بأياد مصرية.

## التسويق
تم طرح الإعلان الرسمي للفيلم علي جميع الصفحات الرسمية لفيلم الفارس والأميرة في 13 يناير 2020

## روابط خارجية
- مقالات تستعمل روابط فنية بلا صلة مع ويكي بيانات